# Зонтхофен
Зонтхофен (нем. Sonthofen) — город и городская община в Германии, районный центр в земле Бавария.
Община расположена в правительственном округе Швабия в районе Верхний Алльгой у северной границы Алльгойских Альп на высоте 750 м над уровнем моря (отдельные части города до 1100 м), у подножия горы Грюнтен (1738 м). Через город протекает река Иллер с притоком Острах. Является самым южным городом Германии.
Подчинён административному округу Швабия. Население составляет 21 311 человек (30.06.2013). Занимает площадь 46,62 км². Официальный код — 09 7 80 139.

## Население
По оценке на 31 декабря 2015 года население общины Зонтхофен составляет 21 300 чел. 

| Дата      | 1840 | 1871 | 1900 | 1925 | 1939  | 1950  | 1961  | 1970  | 1987  | 2011  |
| --------- | ---- | ---- | ---- | ---- | ----- | ----- | ----- | ----- | ----- | ----- |
| Население | 2698 | 3452 | 4460 | 5454 | 11154 | 11175 | 14257 | 17958 | 20025 | 21105 |

| Год       | 1960  | 1970  | 1980  | 1990  | 2000  | 2009  | 2010  | 2011  | 2012  | 2013  | 2014  | 2015  |
| --------- | ----- | ----- | ----- | ----- | ----- | ----- | ----- | ----- | ----- | ----- | ----- | ----- |
| Население | 14525 | 18209 | 20149 | 20603 | 21319 | 20881 | 20874 | 21126 | 21318 | 21388 | 21352 | 21300 |

## Промышленность и инфраструктрура
Имеются следующие крупные промышленные предприятия:
- Voith Turbo BHS Getriebe GmbH — производитель редукторов и сопутствующего оборудования.
- BHS Sonthofen — производитель технологического оборудования (производственные фильтры, смесители и т. п.).
- Dr. Werner Röhrs KG — металлургическое предприятие.

Пивоварение:
- Хиршброй (Hirschbräu — Privatbrauerei Höss GmbH & Co KG)

Большое значение имеют также молочное производство и туризм. В городе расположены 2 военные части и офицерская школа. Детские сады, школы, гимназия, ПТУ. 7 крупных супермаркетов, субботний рынок. Множество гостиниц, пивбаров и ресторанов.

## Фотогалерея
|  |  |  |  |
|  |  |  |  |
|  |  |  |  |
|  |  |  |  |
|  |  |  |  |
|  |  |  |  |
|  |  |  |  |
|  |  |  |  |
|  |  |  |  |